# Marcel Schelbert
Marcel Schelbert (ur. 26 lutego 1976) – szwajcarski lekkoatleta, specjalista biegu na 400 m przez płotki.

## Osiągnięcia
- srebrny medal mistrzostw Europy juniorów (Nyíregyháza 1995)
- srebro młodzieżowych mistrzostw Europy (Turku 1997)
- brązowy medal Uniwersjady (Palma de Mallorca 1999)
- brąz mistrzostw świata (Sewilla 1999)

W 1996 Schelbert reprezentował swój kraj podczas igrzysk olimpijskich w Atlancie, 47. czas eliminacji nie pozwolił mu jednak awansować do półfinałów.

## Rekordy życiowe
- bieg na 300 metrów przez płotki – 35,86 (1997) rekord Szwajcarii
- bieg na 400 metrów przez płotki – 48,13 (1999) rekord Szwajcarii

W 1999 wybrany sportowcem roku w Szwajcarii. Zakończył karierę w 2003, pracuje w bankowości.